# Acadèmia Xinesa de Ciències Socials
L'Acadèmia Xinesa de Ciències Socials (o CASS, pel seu acrònim en anglès), amb orígens històrics en l'Acadèmia Sínica durant l'era de la República de la Xina, és la principal organització nacional de recerca acadèmica integral de la República Popular de la Xina per a l'estudi en els camps de la filosofia i les ciències socials. Té com a objectiu avançar i innovar en la recerca científica de la filosofia, les ciències socials i la política. Va ser descrit per la revista Foreign Policy com el principal think tank d'Àsia. Està afiliada al Consell d'Estat de la República Popular Xina.